# 三明市市长列表
下表列出历任三明市市长：

## 地级

### 三明市
- 三明重工业委员会主任
  - 张维兹，山东海阳人，1958年6月-1959年2月在任。
- 三明人民公社筹备委员会主任
  - 张维兹，山东海阳人，1959年2月-1960年1月在任。
- 三明市人民委员会市长
  - 张维兹，山东海阳人，1960年1月-1962年7月在任。
  - 侯林舟，山西翼城人，1962年7月-1963年4月在任。

### 三明专区
- 三明专员公署专员
  - 侯林舟，山西翼城人，1963年4月-1968年10月在任。
- 三明专区革命委员会
  - 王健行，1968年10月-1970年12月在任。

### 三明地区
- 三明地区革命委员会
  - 王健行，1970年12月-1971年5月在任。
  - 宋顺义，1971年5月-1974年12月在任。
  - 侯林舟，山西翼城人，1975年1月-1978年3月在任。
- 三明地区行政公署
  - 侯林舟，山西翼城人，1978年3月-1979年11月在任。
  - 杨维杰，山东高青人，1981年11月-1983年5月在任。

### 三明市
- 三明市人民政府
  - 杨维杰，山东高青人，1983年5月-1985年9月在任。
  - 官　清，福建长汀人，1985年9月-1987年11月在任。
  - 李立士，福建东山人，1987年12月-1990年12月在任。
  - 陈世泽，福建仙游人，1990年12月-1995年4月在任。
  - 何团经，福建福清人，1995年4月-1997年11月在任。
  - 蔡　奇，福建尤溪人，1997年11月-1999年5月在任。
  - 叶继革，浙江金华人，1999年5月-2003年7月在任。
  - 张　健，山东栖霞人，2003年7月-2007年6月在任。
  - 刘道崎，福建宁化人，2007年6月-2011年7月在任。
  - 邓本元，福建福州人，2011年7月-2013年2月在任。
  - 杜源生，福建罗源人，2013年2月-2016年8月在任。
  - 余红胜，安徽霍邱人，2016年8月-2021年8月在任。
  - 李　春，安徽亳州人，2021年8月上任。